# Leucocelis collarti
Leucocelis collarti är en skalbaggsart som beskrevs av Louis Burgeon 1932. Leucocelis collarti ingår i släktet Leucocelis och familjen Cetoniidae. Inga underarter finns listade i Catalogue of Life.